# Armin Laschet
Armin Laschet, född 18 februari 1961 i Aachen i Nordrhein-Westfalen, är en tysk journalist och kristdemokratisk politiker tillhörande CDU. Sedan 27 juni 2017 är han det tyska förbundslandet Nordrhein-Westfalens ministerpresident, i ledningen för en delstatsregering bestående av en högerkoalition av CDU och liberala FDP. Den 16 januari 2021 valdes han till ny förbundspartiordförande för CDU och efterträdde då Annegret Kramp-Karrenbauer. Laschet var CDU:s och det bayerska systerpartiet CSU:s gemensamma kandidat till posten som förbundskansler i förbundsdagsvalet i Tyskland 2021.
Han har tidigare varit ledamot av Tysklands förbundsdag 1994–1998 samt av Europaparlamentet 1999–2005 och var mellan 2005 och 2010 familje- och integrationsminister i förbundslandet Nordrhein-Westfalen.

## Biografi
Laschet växte upp i en katolsk familj som härstammar från den tyskspråkiga delen av Vallonien i Belgien; hans farfar invandrade till Tyskland på 1920-talet. Laschet växte upp i stadsdelen Burtscheid i Aachen och tog studenten från Pius-gymnasiet i Aachen 1981. Han studerade därefter juridik och statskunskap vid Münchens universitet och Bonns universitet. Efter en juridikexamen 1987 läste han även journalistik och arbetade därefter inom media och förlagsvärlden.
Laschet blev CDU-medlem under gymnasietiden. 1989 blev han invald i Aachens stadsfullmäktige för CDU. 1994 blev han invald med personmandat i Tysklands förbundsdag för Aachens valkrets. 1998 lämnade han förbundsdagen och valdes följande år in i Europaparlamentet, där han var ledamot fram till 2005. Detta år blev han delstatsminister i Jürgen Rüttgers CDU/FDP-regering i Nordrhein-Westfalen, med ansvar för familjepolitik, kvinnofrågor, äldre och integration.
Regeringen Rüttgers satt kvar som expeditionsministär under början av sommaren 2010 men avgick därefter för att följas av Hannelore Krafts rödgröna regering. Laschet valdes in i Nordrhein-Westfalens lantdag vid valet 2010 och vid nyvalet 2012, och utsågs 2013 till CDU-gruppledare och i praktiken oppositionsledare i lantdagen. I lantdagsvalet i maj 2017 uppnådde CDU och FDP tillsammans en majoritet och Laschet valdes till ny ministerpresident 27 juni 2017 med 100 av 199 mandat i lantdagen.

## Familj och privatliv
Laschet gifte sig 1985 med hustrun Susanne Laschet, som är bokhandlare och dotter till förläggaren Heinz Malangré. Paret har tre vuxna barn och är bosatt i stadsdelen Burtscheid i Aachen. Sonen Johannes "Joe" Laschet är känd som modebloggare på Instagram. Susannes syster är musikalartisten Nicole Malangré och hennes farbror var den tidigare överborgmästaren i Aachen Kurt Malangré (CDU).